# (2059) Baboquivari
(2059) Baboquivari ist ein Asteroid des Amor-Typs, der am 16. Oktober 1963 von der Universität Indiana am Goethe-Link-Observatorium in Brooklyn entdeckt wurde.
Benannt ist der Asteroid nach dem Berg Baboquivari unweit des Kitt Peak Observatoriums, der für den Indianerstamm der Papago im Süden der USA bzw. im nördlichen Mexiko als heilig gilt.